# Francesc Bertran Blanch
Francesc de Paula Bertran Blanch (Reus 4 de febrer de 1864 - 15 de febrer de 1920) va ser un industrial i escriptor català, pare del polític Joan Bertran Borràs.
Fabricant d'olis i sabons, tenia l'empresa al Passeig de Prim, a Reus, en un edifici modernista, la Fàbrica Bertran, que encara es conserva dedicat ara a altres usos. D'ideologia catòlica conservadora, era molt conegut a Reus, en part degut a la seva nombrosa descendència. Col·laborà assíduament al Semanario Católico de Reus, amb articles sobre les actituds davant la vida des d'un punt de vista cristià, i amb petites narracions literàries de caràcter exemplificant. L'erudit reusenc Joaquim Santasusagna diu que va estrenar al teatre del Centre Catòlic de la seva ciutat la joguina en un acte Bolas i allioli el 1895, la comèdia en un acte Venjansa d'apotecari el 1896 i la comèdia en un acte Qui de casa fuig ... ó, ¿Volen donas, si, ó no? el 1897, totes publicades, i impreses a Reus el 1897. Són obres per a l'escena catòlica i no tenen pretensions. La segona obra està plena d'al·lusions locals, cosa que sembla indicar que l'autor es limitava a ser conegut a la seva ciutat, pensant només en el públic que anava a veure les seves obres al teatre local. Les obres són totes d'un acte, i escrites en un breu període. Va abandonar l'ofici d'escriptor quan tot just havia començat, segurament perquè va ser una dedicació esporàdica. El 1910 va traduir de l'anglès al castellà El Secreto de lady Muriel, de Charlotte Mary Brame, que es publicà a Barcelona.